# Pain Is Love 2
Albums de Ja Rule
Icon
(2012)
Singles
1. Real Life Fantasy
Sortie : 13 décembre 2011

Pain Is Love 2, souvent abrégé PIL2, est le deuxième album indépendant de Ja Rule, sorti le 28 février 2012.
L'album s'est classé 21e au Top Rap Albums, 28e au Top Independent Albums, 34e au Top R&B/Hip-Hop Albums et 197e au Billboard 200.

## Liste des titres
| No  | Titre                                        | Contient un (des) sample(s) de                             | Durée |
| --- | -------------------------------------------- | ---------------------------------------------------------- | ----- |
| 1.  | Fuck Fame (Intro) (featuring Leah Siegel)    | Pain Is Love (Skit) de Ja Rule                             | 2:33  |
| 2.  | Real Life Fantasy (featuring Anita Louise)   | Bohemian Rhapsody de Queen                                 | 3:38  |
| 3.  | Parachute (featuring Leah Siegel)            |                                                            | 3:23  |
| 4.  | SuperStar (Intro)                            | Etrange No. 3 (The Twilight Zone Theme) de Marius Constant | 0:16  |
| 5.  | SuperStar                                    |                                                            | 4:54  |
| 6.  | Black Vodka                                  |                                                            | 5:01  |
| 7.  | Drown (featuring Somong)                     |                                                            | 4:40  |
| 8.  | Never Had Time (featuring John Doe)          |                                                            | 3:15  |
| 9.  | Strange Days (featuring 7 Aurelius et Ramzo) |                                                            | 2:44  |
| 10. | To the Top (featuring Kalenna Harper)        |                                                            | 3:28  |
| 11. | Pray (featuring Leah Siegel)                 |                                                            | 3:12  |
| 12. | Believe                                      |                                                            | 2:57  |
| 13. | Spun a Web (featuring Amina)                 |                                                            | 3:51  |